# Annelie Ehrhardtová
Annelie Ehrhardtová, rozená Jahnsová (18. června 1950, Ohrsleben, Sasko-Anhaltsko – 22. října 2024) byla východoněmecká atletka, jejíž specializací byly krátké překážkové běhy.

## Kariéra
První mezinárodní úspěch zaznamenala v roce 1968 v Lipsku na třetím ročníku Evropských juniorských her (předchůdce ME juniorů v atletice), kde vybojovala v běhu na 80 metrů překážek zlatou medaili. V roce 1971 vybojovala stříbrné medaile na halovém ME v Sofii a na evropském šampionátu v Helsinkách.
O rok později se stala ve francouzském Grenoble halovou mistryní Evropy v běhu na 50 metrů překážek a na letních olympijských hrách v Mnichově se stala historicky první vítězkou na trati 100 metrů s překážkami. Trať navíc zaběhla v čase 12,59 s, čímž tehdy vytvořila nový světový rekord. Do roku 1968 ženy závodily na olympiádách na 80 metrové trati.
V roce 1974 se stala v Římě mistryní Evropy, když ve finále zaběhla stometrovou trať s překážkami v čase 12,66 s. Stříbro vybojovala Annerose Fiedlerová z NDR, která byla o 23 setin sekundy pomalejší. Na halovém ME 1975 v polských Katovicích si doběhla v běhu na 60 m překážek pro stříbrnou medaili. Rychlejší byla jen Grażyna Rabsztynová z Polska.
V roce 1976 reprezentovala na letních olympijských hrách v kanadském Montrealu kde skončila ve druhém semifinálovém běhu na pátém místě v čase 13,71 s a do finále nepostoupila.